# Parafia Najświętszego Serca Pana Jezusa w Tomaszowie Lubelskim
Parafia Najświętszego Serca Pana Jezusa w Tomaszowie Lubelskim – parafia należąca do dekanatu Tomaszów-Południe diecezji zamojsko-lubaczowskiej. 
Parafia została erygowana 25 października 1987. Kościół parafialny został wybudowany w latach 1935–1949 według planów inżyniera Jerzego Siennickiego z Lublina. Mieści się przy ulicy Lwowskiej.
Do parafii należą wierni z  części Tomaszowa Lubelskiego. 